# Lina Šukytė-Korsakė
Lina Šukytė-Korsakė (* 17. November 1970 in der Rajongemeinde Šilalė) ist eine litauische liberale Politikerin, seit November 2024 Mitglied im Seimas. Von 2023 bis 2024 war sie Vizebürgermeisterin der Stadtgemeinde Klaipėda.

## Leben
Nach dem Abitur  an der  Mittelschule  absolvierte sie 1993 ein Studium der Technologie der Biomedizin an der Höheren Medizinschule Kaunas, von 2006 bis 2010 in Bachelorstudium Public Health, von 2010 bis 2012 ein Masterstudium Pflege und 2021 erhielt sie einen Master of Business Management in innovativen Technologien an der Universität Klaipėda in Klaipėda. Von 1993 bis 2022 war sie Technologin im Universitätskrankenhaus Klaipėda und von 1999 bis 2022 Chefpflegerin und Administratorin bei UAB Medikanos diagnostikos ir gydymo centras. Von 2015 bis 2021 lehrte sie an der Universität Klaipėda.
Von 2023 bis November 2024 war sie Stellvertreterin  von Arvydas Vaitkus, dem Bürgermeister von Klaipėda.  In der Parlamentswahl in Litauen 2024 wurde sie ins 14. Seimas ausgewählt. 
Seit 2024 ist Lina Šukytė-Korsakė Mitglied der Partei Nemuno aušra. Bis 2024 war sie Mitglied von Laisvė ir teisingumas.
Lina Šukytė-Korsakė ist verheiratet.